# Imatoziero (stacja kolejowa)
Imatoziero (ros. Иматозеро, krl. Imatjärvi) – stacja kolejowa w miejscowości Kungozierskij, w rejonie priażyńskim, w Karelii, w Rosji. Położona jest na linii Suojarwi – Pietrozawodsk. Nazwana od pobliskiego jeziora Imatoziero.

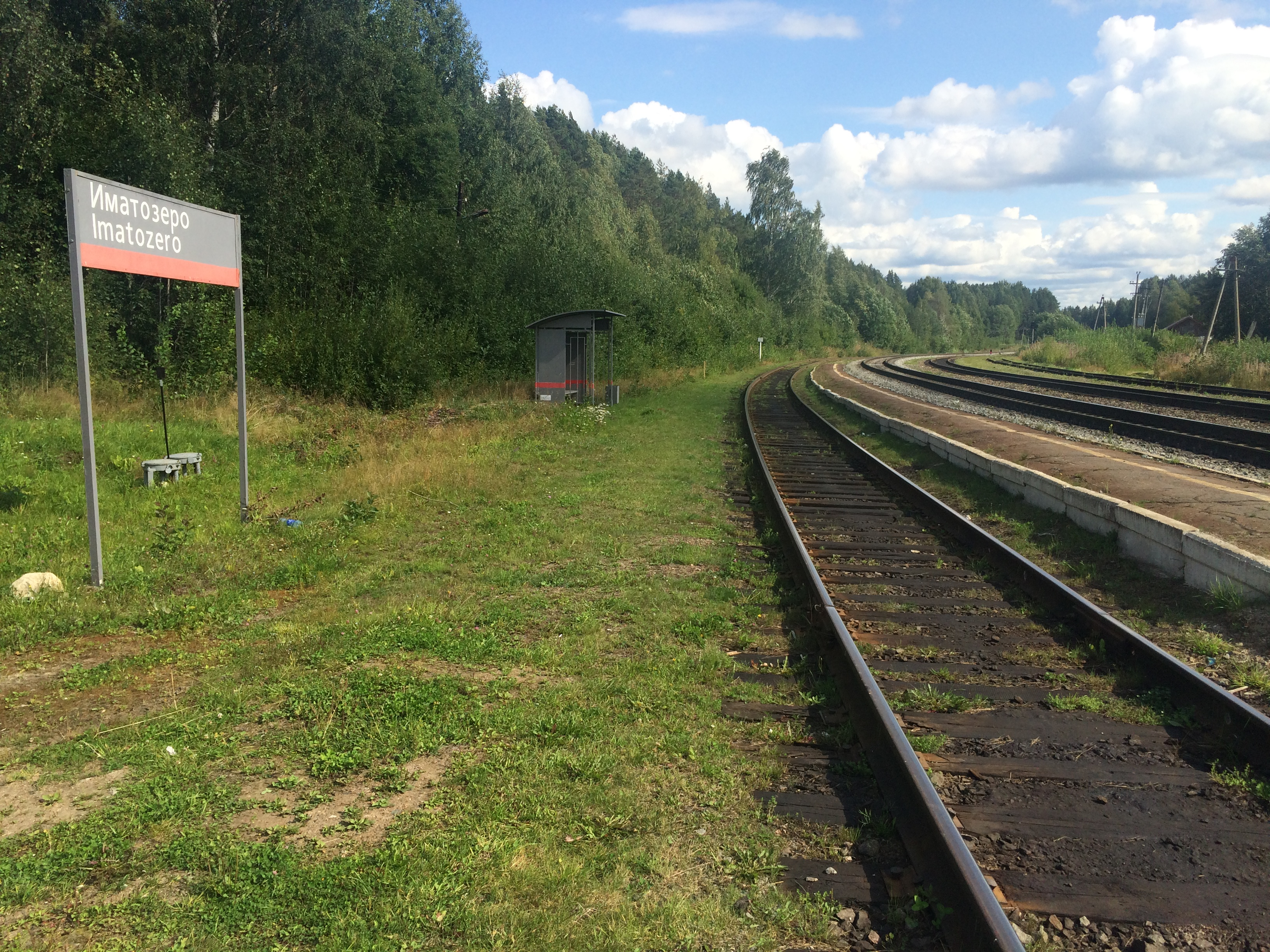
widok w stronę Pietrozawodska
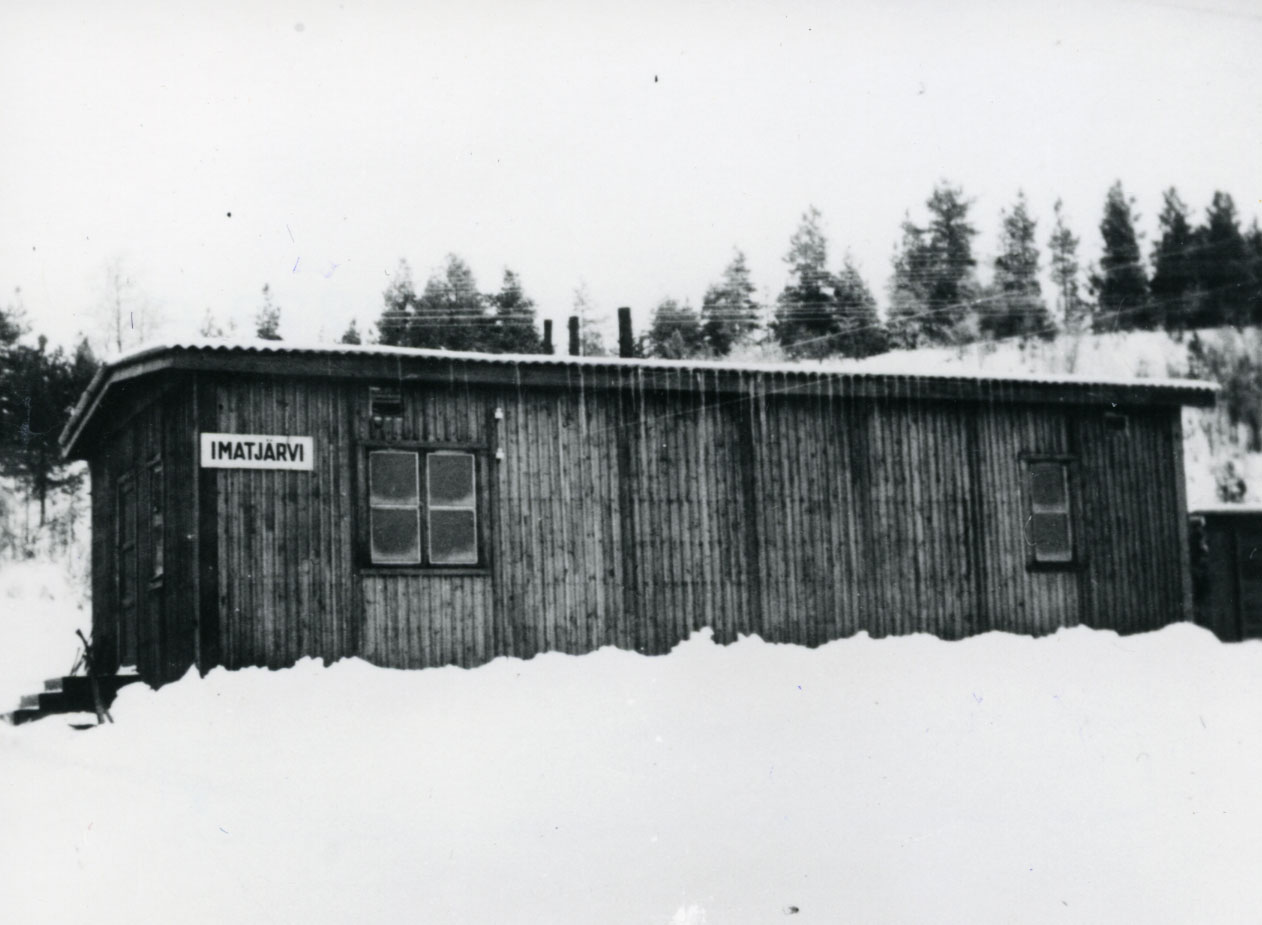